# شركة اسمنت اليمامة السعودية المحدودة
شركة أسمنت اليمامة السعودية المحدودة هي شركة مساهمة سعودية، تقع في مدينة الرياض في المملكة العربية السعودية، يبلغ رأس مال الشركة مليار وثلاثمئة وخمسين مليون ريال سعودي، حيث يبلغ إنتاج شركة أسمنت اليمامة من الكلنكر 7.200.000 طن، والأسمنت 6.300.000 طن سنويا. أسسها الأمير محمد بن سعود الكبير في عام 1956م. يعمل 781 موظف في الشركة حسب إحصائيات شهر يناير 2018م. وبقدرة إنتاجية 20000 طن كلنكر / يوم أي 21800 طن أسمنت.
تنتج شركة أسمنت اليمامة أربع أنواع من الأسمنت هي:
- أسمنت بورتلاند عادي.
- أسمنت بورتلاند معدل.
- أسمنت مقاوم للكبريتات.
- أسمنت تشطيب.

## التاريخ
بدأت إنتاجها في عام 1386 هـ بخط إنتاج واحد وبطاقة إنتاجية قدرها 300 طن كلنكر في اليوم، كانت التوسعة الأولى في عام 1392 هـ بإضافة خط إنتاج ثان تبلغ طاقته الإنتاجية 800 طن كلنكر/ اليوم، ثم تلتها في عام 1398 هـ التوسعة الثانية والتي إضافة خطي إنتاج تبلغ الطاقة الإنتاجية لكل منها 1500 طن كلنكر/ اليوم. زادت التوسعة الثالثة في عام 1402م الإنتاج إلى 5600 طن كلنكر / اليوم، والرابعة زادتها لـ8650.